# Spejder Sport
Spejder Sport er en dansk butikskæde, der forhandler udstyr til friluftsliv.
Spejder Sport blev grundlagt i 1945 som uniformsdepot for Det Danske Spejderkorps, som fortsat ejer butikskæden. I dag fører Spejder Sport udstyr og beklædning til alle former for friluftsliv. Derudover udvikler Spejder Sport sit eget private label Asivik.
Spejder Sport er en kæde med 19 butikker (pr. aug. 2025) mod 14 butikker (pr. maj 2011) fordelt ud på de største byer i Danmark. Butikken har også en webshop. I hovedsædet i Værløse, hvor administration og lager har hjemme, befinder der sig endvidere en afdeling, som varetager B2B salg til professionelle brugere.